# E-7 Wedgetail
Boeing E-7 Wedgetail, також відомий як Boeing 737 AEW&C, — це двомоторний літак раннього радіолокаційного виявлення та керування, розроблений на базі Boeing 737 Next Generation. Він має фіксовану активну радіолокаційну антену з електронним скануванням замість обертової, як у Boeing E-3 Sentry на базі 707. E-7 був розроблений для Королівських ВПС Австралії (RAAF) у рамках «Проекту Wedgetail» та отримав позначення E-7A Wedgetail.
737 AEW&C також був обраний ВПС Туреччини (у рамках «Проекту Мирний Орел», турецька: Barış Kartalı, позначення E-7T), ВПС Республіки Корея («Проект Мирного Ока», 피스 아이) та Великої Британії (позначення Wedgetail AEW1). У квітні 2022 року ВПС США оголосили, що E-7 замінить E-3, починаючи з 2027 року.

## Оператори

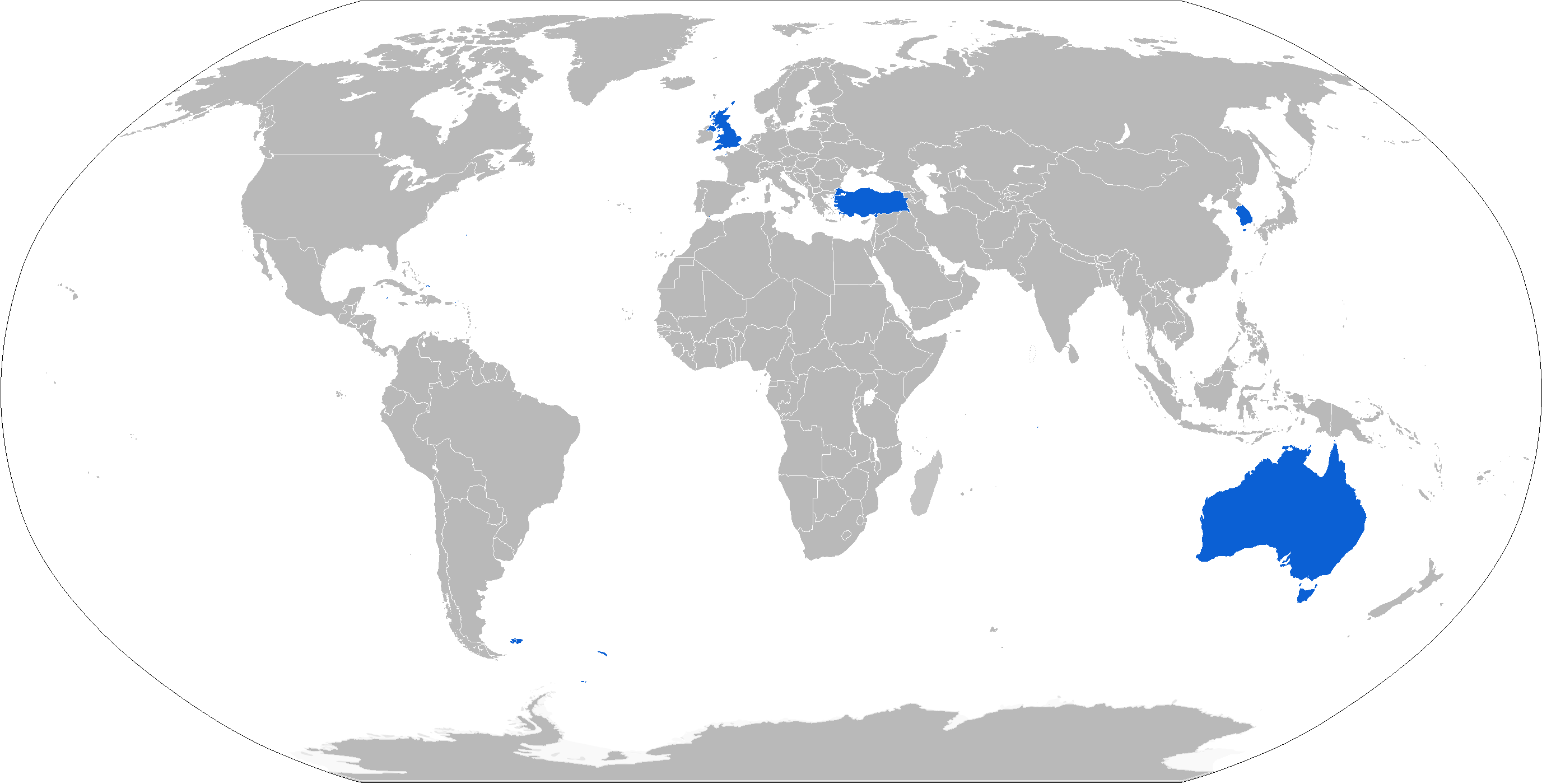
Оператори 737 AEW&C позначені синім

### Поточні оператори
Австралія
- Повітряні сили Австралії – 6 на службі, заплановано "E-7A Wedgetail".

 Південна Корея
- Повітряні сили Республіки Корея – 4 на службі, позначені як «Око миру». Розглядається можливість замовлення ще двох-трьох.

 Туреччина
- Повітряні сили Туреччини – 4 на озброєнні, позначені як "E-7T Peace Eagle"[1].

 Велика Британія
- Повітряні сили Великої Британії – три літаки замовлені, можливо, ще два в майбутньому. Позначення «Wedgetail AEW1»[2].

### Майбутні оператори
США
- Повітряні сили США – 2 на службі, заплановано[3][4][5].

- Гайленкірхен (авіабаза) – тривають переговори щодо шести літаків[6].

## Технічні характеристики

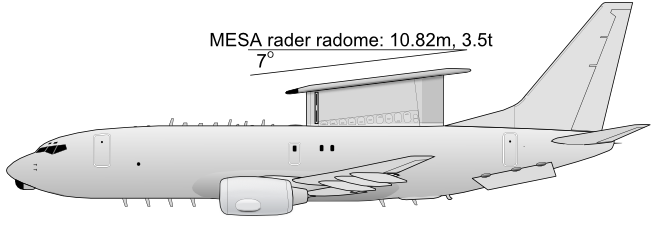
Вигляд збоку

- Екіпаж: 2 пілоти, 6 — 10 учасники місії (оператори та інше)
- Вантажопідйомність: 19 830 кг
- Довжина: 33,6 м
- Розмах крил: 35,8 м
- Висота: 12,5 м
- Площа крила: 91 м2
- Аеродинамічний профіль: B737D
- Вага порожнього літака: 46 606 кг
- Максимальна злітна вага: 77 600 кг
- Силова установка: 2 × турбовентиляторні двигуни CFM International CFM56-7B27A, тяга 121 кН кожен
- Крейсерська швидкість: 853 км/год, 460 вузлів
- Дальність польоту: 6 500 км, 3500 морських миль
- Практична стеля: 12 500 м
- Авіоніка: Багатоцільовий радіолокаційний пристрій Northrop Grumman з активною фазованою антенною решіткою